# Јосип Урбанке
Јосип Урбанке (Загреб, 13. фебруар 1907 — Загреб, 4. новембар 1986) био је југословенски и хрватски фудбалер.

## Биографија и каријера
Урбанке је каријеру почео у ЗШК Викторија Загреб, за који је играо од 1924. до 1933. године. Након тога био је фудбалер 1. ХШК Грађански и НК Жељезничар Загреб. За репрезентацију Загреба одиграо је седам утакмица, док је за репрезентацију Југославије наступио 5. октобра 1926. године, на мечу против репрезентације Румуније у Загребу.
Играо је на позицији везног играча, најчешће на десном крилу, а остао упамћен као добар дриблер и стрелац.
Преминуо је 4. новембра 1986. године у Загребу, а сахрањен је на гробљу Мирогој.